# Die Tage der Commune
Die Tage der Commune ist die 1966 geschaffene Aufzeichnung des Deutschen Fernsehfunks einer 1962 erarbeiteten Inszenierung von Manfred Wekwerth und Joachim Tenschert am Berliner Ensemble, nach einem Parabelstück von Bertolt Brecht aus dem Jahr 1949.

## Handlung
Das Stück beginnt am 22. Januar 1871 vor einem Café in der Rue Pigalle im Pariser Stadtteil Montmartre. Es zeigt das Aufblühen und den Untergang der fiktiven Familie Cabet, ihrer Freunde und Nachbarn während der 79 Tage der Pariser Commune. Neben der Familie Cabet spielen viele tatsächlich existierende historische Personen eine Hauptrolle.
Am Tage des Waffenstillstandes im Deutsch-Französischen Krieg sitzen vor dem Café einfache Bürger und am Nebentisch wartet ein Vertreter des Bürgertums auf sein gebratenes Huhn. Während sich die am Tisch der Bürger sitzenden Soldaten der Nationalgarde nicht einmal ein Glas Wein leisten können, da der Preis das doppelte eines Tagessolds beträgt, kann der Reiche sich ein ganzes Huhn leisten. Daraus wird aber nichts, denn als das Huhn serviert wird, flüchtet er vor den verbalen Angriffen der anderen Cafebesucher. Doch genau so, wie der Herr vom Nebentisch, verschwinden im Laufe der nächsten Wochen fast alle Mitglieder der Pariser Bourgeoisie, aber nun nach Versailles. Hier versammeln sich die Gegner der neuen Führung im Pariser Rathaus, der Commune. Die armen Leute der Stadt empfinden sehr viel Sympathie mit dem neuen Zentralkomitee, doch dieses ist stark zerstritten, weil seine Führung wegen veralteter Rechtsauffassungen und zu liberalem Gedankengut, die revolutionären Massen zur Zurückhaltung auffordert. Die Gründung der Commune bedeutet aber für die Cabets und die anderen Bewohner der Rue Pigalle Befreiung und Freude, sie ermöglicht ihnen zu leben, wie sie leben wollen.
In Bordeaux wählt die Nationalversammlung Adolphe Thiers zum Ministerpräsidenten. Der erkannte sehr bald, dass durch die Proklamation der Pariser Commune vom 28. März 1871 die bisherige Herrschaft der besitzenden Klasse gefährdet ist, während das Zentralkomitee der Commune sich bemühte, eine Normalisierung des öffentlichen Lebens in der Hauptstadt herbeizuführen. Thiers schickte seinen Außenminister Jules Favre nach Frankfurt am Main, um dort mit Otto von Bismarck zu verhandeln. Dabei verabreden diese, dass die französischen Kriegsgefangenen in Deutschland entlassen werden, um den Pariser Aufstand niederzuschlagen. Ihre Bezahlung war gesichert, da die Commune sich nicht einigen konnte, die Bank von Frankreich zu enteignen. Am 21. Mai 1871 rücken Truppen des französischen Heeres über das im Westen gelegene Stadttor Saint-Cloud in die seit dem 18. März von der Commune regierte Zweimillionenstadt Paris ein.
Die Bewohner von Paris rüsten sich zur Verteidigung der Stadt. Doch auch Gegner des neuen Systems, wie Phillippe, sind unter ihnen und versuchen den Widerstand der Kommunarden zu brechen. Das geht so weit, dass die Brüder Francois und Phillippe ihre Gewehre gegeneinander richten. Vor der Wohnung der Familie Cabet wird eine Kanone stationiert und eine Barrikade gebaut. Die Freunde und Nachbarn finden sich zur Verteidigung ihrer Errungenschaften ein. Der Untergang der Commune bedeutet auch für sie das Ende. Frau Cabet wird von den gegenüber liegenden Hausdächern erschossen, als sie etwas zum Essen bringt, gemeinsam mit allen anderen Verteidigern.

## Produktion
Die Premiere dieser Inszenierung fand anlässlich der XI. Berliner Festtage am 7. Oktober 1962 im Berliner Ensemble statt. Hier wurde auch eine für den Deutschen Fernsehfunk eingerichtete Aufführung in der Ausstattung von Karl von Appen aufgezeichnet, die am 17. April 1966 gesendet wurde.

## Kritik
Helmut Ullrich von der Neuen Zeit befand nach der Theaterpremiere, dass die Inszenierung sachlich, klar und überschaubar war. Die Schauspieler beeindruckten durch die Genauigkeit ihres Spiels.
Elvira Mollenschott würdigte in der Tageszeitung Neues Deutschland besonders, dass neben der hervorragenden Regiearbeit und Rollengestaltung durch die Schauspieler auch die Musik Hanns Eislers und die Ausstattung durch Karl von Appen besonders zu erwähnen ist.